# 나광현
나광현(羅光鉉, 1982년 6월 21일~)은 대한민국의 전 직축구 선수이자 현재 축구 지도자로 선수로, 활동할 당시 포지션은 미드필더였다. 국내 구단에 활동 뒤 이외에 태국에서 활동을 이어갔다.